# ISO 3166-2:GQ
ISO 3166-2:GQ is een ISO-standaard met betrekking tot de zogenaamde geocodes. Het is een subset van de ISO 3166-2 tabel, die specifiek betrekking heeft op Equatoriaal-Guinea. 
De gegevens werden tot op 15 februari 2012 geüpdatet op het ISO Online Browsing Platform (OBP). Hier worden 7 provincies - province (en) / province (fr) / provincia (es) / província (pt) – en 2 regio's - region (en) / région (fr) / región (es) / região (pt) – gedefinieerd.
Volgens de eerste set, ISO 3166-1, staat GQ voor Equatoriaal-Guinea, het tweede gedeelte is een eenletterige code (regio) of een tweeletterige code (provincie).

## Codes
| Code  | Frans              | Portugees          | Spaans             | Categorie | Deel van |
| ----- | ------------------ | ------------------ | ------------------ | --------- | -------- |
| GQ-C  | Región Continental | Região Continental | Región Continental | regio     |          |
| GQ-CS | Centro Sud         | Centro Sul         | Centro Sur         | provincie | GQ-C     |
| GQ-KN | Kié-Ntem           | Kié-Ntem           | Kié-Ntem           | provincie | GQ-C     |
| GQ-LI | Litoral            | Littoral           | Litoral            | provincie | GQ-C     |
| GQ-WN | Wele-Nzas          | Wele-Nzas          | Wele-Nzas          | provincie | GQ-C     |
| GQ-I  | Région Insulaire   | Região Insular     | Región Insular     | regio     |          |
| GQ-AN | Annobon            | Ano Bom            | Annobón            | provincie | GQ-I     |
| GQ-BN | Bioko Nord         | Bioko Norte        | Bioko Norte        | provincie | GQ-I     |
| GQ-BS | Bioko Sud          | Bioko Sul          | Bioko Sur          | provincie | GQ-I     |